# Leszek Kiełczewski
Leszek Kiełczewski (ur. 2 stycznia 1942 w Gromadzynie-Wyknie, zm. 5 lutego 2021 w Kolnie) – polski polityk i rolnik, poseł na Sejm II kadencji.

## Życiorys
Syn Jakuba i Marianny. Ukończył w 1968 studia na Wydziale Rolnym Wyższej Szkoły Rolniczej w Olsztynie. Prowadził rodzinne gospodarstwo rolne w Gromadzynie-Wyknie. Pracował także w zakładzie doświadczalnym w Szepietowie.
W wyborach w 1993 uzyskał mandat posła na Sejm II kadencji. Został wybrany w okręgu łomżyńskim z listy Polskiego Stronnictwa Ludowego. Zasiadał w Komisji Transportu, Łączności, Handlu i Usług oraz w Komisji Mniejszości Narodowych i Etnicznych, był także członkiem dwóch podkomisji.
W 1999 otrzymał Złoty Krzyż Zasługi. Pochowany na cmentarzu komunalnym w Kolnie.